# تپه شهر سوخته ۶۳
تپه شهر سوخته شماره ۶۳ مربوط به هزاره سوم قبل از میلاد است و در شهرستان زابل، بخش شیب آب، روستای حومه شهر سوخته واقع شده و این اثر در تاریخ ۳۰ تیر ۱۳۸۴ با شمارهٔ ثبت ۱۲۲۲۴ به‌عنوان یکی از آثار ملی ایران به ثبت رسیده است.